# Uwel Hernandez

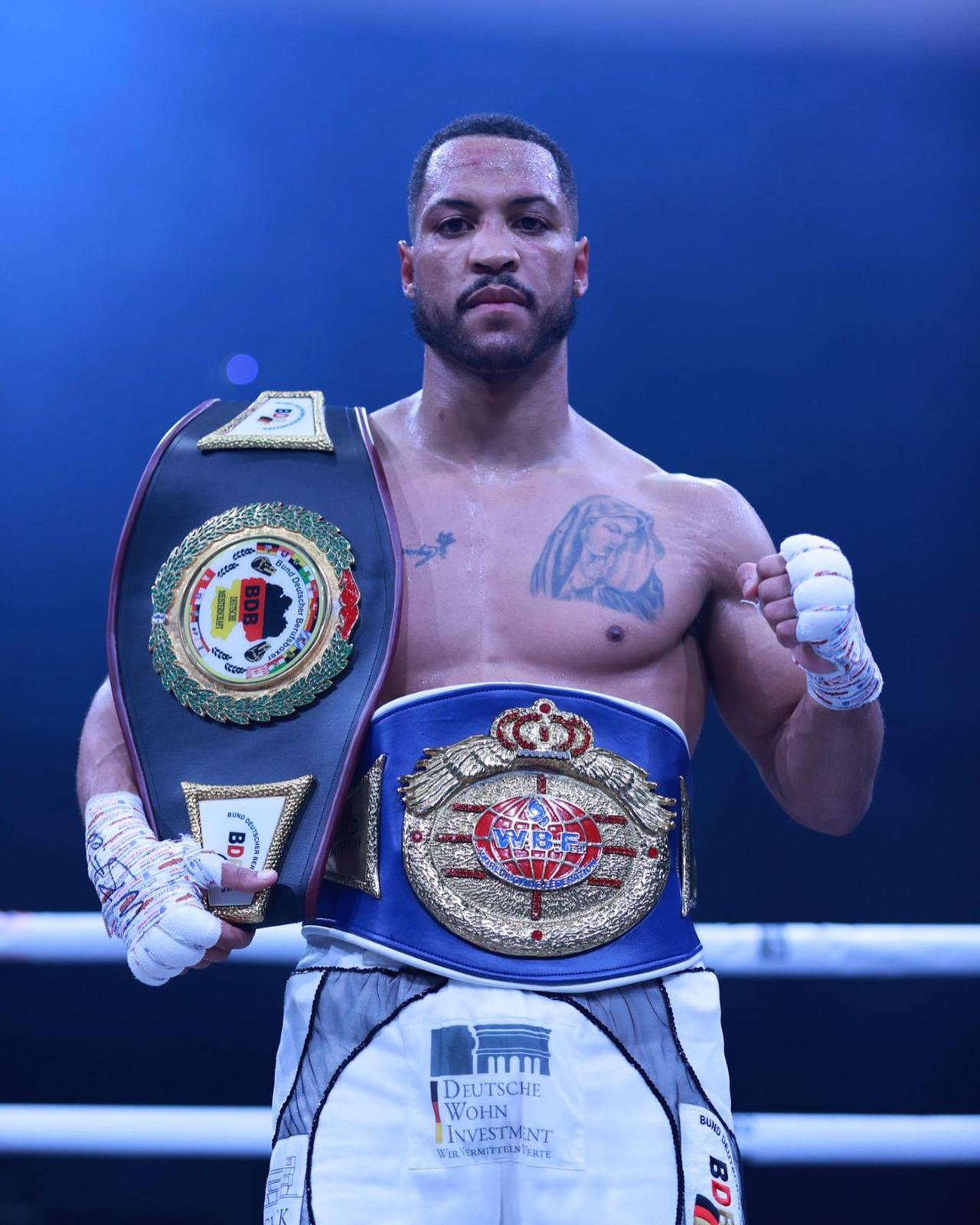
Uwel Hernandez (2021)

Uwel „Hector“ Mejias Hernandez (* 14. Oktober 1992 in Havanna, Kuba) ist ein deutscher Profiboxer kubanischer Herkunft. Im Jahr 2023 gewann er den WBA Gold Titel im Supermittelgewicht.

## Leben
Geboren am 14. Oktober 1992 in Havanna, Kuba, wanderte Hernandez mit seiner Mutter im Jahr 2000 nach Deutschland aus. Sie wohnten zunächst bei Verwandten in Erding, wo er auch an der Herzog-Tassilo-Realschule seinen Schulabschluss erwarb. Schon als Jugendlicher war er sportbegeistert und betrieb Bodybuilding sowie Judo und Leichtathletik beim TSV 1862 Erding. Als 17-Jähriger fing er beim KBV Erding das Boxen an.
Hernandez ist Vater einer Tochter und lebt in Erding.

## Sportliche Laufbahn

### Karriere als Amateur
Um seine Muskeln abzubauen und seine Beweglichkeit zu steigern, begann er zunächst mit Kickboxen. Hernandez bestritt so dann seine ersten Wettkämpfe bei Nachwuchsturnieren, so gewann er beispielsweise den ersten Platz in seiner Gewichtsklasse beim 18. Newcomer-Turnier in Schweinfurt im Jahr 2011 und den zweiten Platz bei den bayerischen Meisterschaften in der Kategorie Herren bis 75 kg (Vollkontakt).
Schließlich entschloss er sich zum Boxen und wechselte zur Box-Abteilung des TSV 1860 München.

### Karriere als Profi
Seit 2017 ist Hernandez Profi; er war bis 2022 Teil des Münchener Boxstalls Lionssport Promotion. Seit 2022 wird Hernandez vom Georgier Levan Janjgava trainiert und wurde vom Manager Deniz Gemici Serrano unter Vertrag genommen. Von fünfzehn Profikämpfen konnte er vierzehn gewinnen (7 KO-Siege) und musste sich einmal geschlagen geben.
Nach seiner Punktniederlage im Jahr 2019 gegen den Berliner Björn Schicke im Wettkampf um den Titel Deutscher Meister im Supermittelgewicht des BDB, gewann Hernandez den Titel im darauf folgenden Jahr. Er setzte seinen Gegner Chris Hermann in dem auf zehn Runden angesetzten Kampf nach zwei Runden KO.
Im November 2021 gewann Hernandez den WM-Gürtel des unbedeutenden Verbandes World Boxing Federation (WBF) in München.
Am 26. März 2022 bezwang Hernandez Mefire Jackie nach zehn Runden mit einem Punktesieg im Duell um den IBO-Continental-Gürtel.
Am 15. Juli 2022 kämpfte Hernandez gegen Karmer Maloku in Wuppertal um den WBA-Continental-Gürtel im Supermittelgewicht bis 76,2 kg. Hernandez konnte sich gegen Maloku mit einem Punktesieg nach 10 Runden behaupten.
Im August 2023 gewann Hernandez den WBA Gold Titel in Panama-Stadt im Kampf gegen den Argentinier Juan Rodolfo Juarez.

## Liste der Profikämpfe

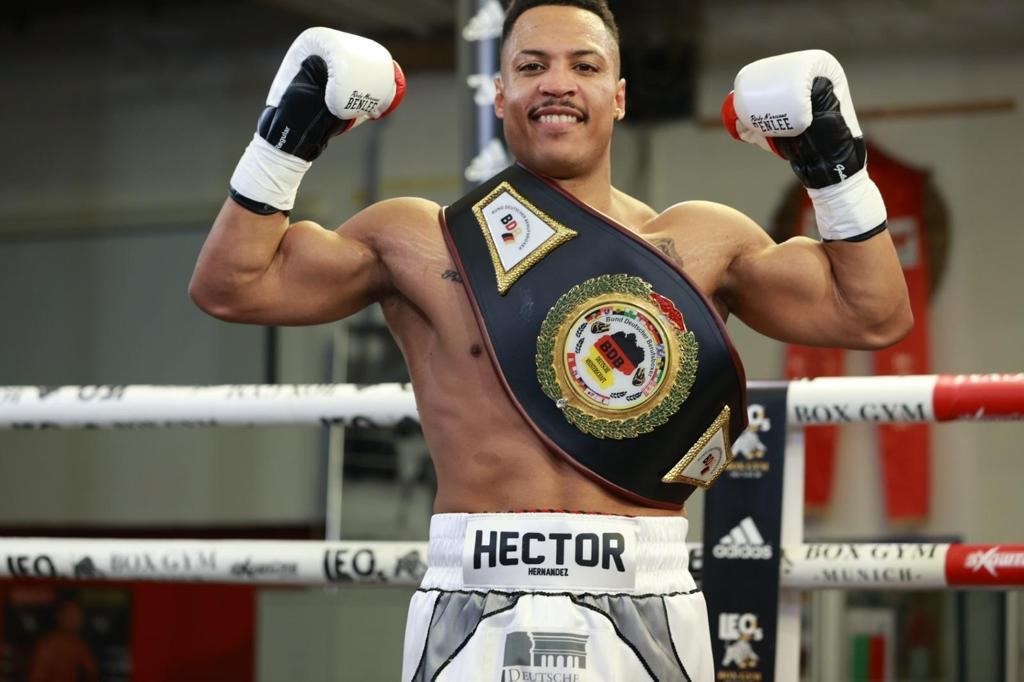
Uwel Hernandez nach dem Titelsieg zum Deutschen Meister im Jahr 2020

| 16 Siege (9 K.-o.-Siege), 1 Niederlagen |                   |                                               |                      |                             |
| Jahr                                    | Tag               | Ort                                           | Gegner               | Ergebnis für Hernandez      |
| 2017                                    | 8. Juli 2017      | Leo’s Boxgym, München                         | Branislav Malinović  | Punktsieg (4 Runden)        |
| 2017                                    | 14. Oktober 2017  | Autofabrik Allgäu, Kempten                    | Adnan Hadzihajdic    | Punktsieg (4 Runden)        |
| 2018                                    | 10. Februar 2018  | Leo’s Boxgym, München                         | Borislav Gligoric    | Sieg/TKO 6. Runde           |
| 2018                                    | 21. April         | Hochlandhalle, Weilheim, Deutschland          | Dragoljub Stanojević | Sieg/TKO 2. Runde           |
| 2018                                    | 2. Juni 2018      | weeArena, Bad Tölz                            | Mirza Ganić          | Sieg/TKO 1. Runde           |
| 2018                                    | 1. Dezember 2018  | Leo’s Boxgym, München                         | Daniel Sturkovich    | Sieg/TKO 3. Runde           |
| 2019                                    | 15. Juni 2019     | Sport- und Kongresshalle, Schwerin            | Björn Schicke        | Punktniederlage (10 Runden) |
| 2019                                    | 13. Juli 2019     | Circus Krone, München                         | Davor Matić          | Sieg/KO 3. Runde            |
| 2020                                    | 13. Juli 2020     | EWS Arena, Göppingen                          | György Varjú         | Sieg/KO 1. Runde            |
| 2020                                    | 19. Dezember 2020 | Leo’s Boxgym, München                         | Chris Hermann        | Sieg/KO 2. Runde            |
| 2021                                    | 20. März 2021     | Leo’s Boxgym, München                         | Frane Radnić         | Punktsieg (6 Runden)        |
| 2021                                    | 19. Juni 2021     | Leo’s Boxgym, München                         | Serhii Ksendzov      | Punktsieg (8 Runden)        |
| 2021                                    | 20. November 2021 | Circus Krone, München                         | Pavel Semjonov       | Punktsieg (10 Runden)       |
| 2022                                    | 26. März 2022     | Firat Arslan Sportcenter, Göppingen           | Mefire Jackie        | Punktsieg (10 Runden)       |
| 2022                                    | 15. Juli 2022     | Historische Stadthalle, Wuppertal             | Karmer Maloku        | Punktsieg (10 Runden)       |
| 2022                                    | 17. Dezember 2022 | Firat Arslan Sportcenter, Göppingen           | Gusmyr Perdomo       | Sieg/KO 1. Runde            |
| 2023                                    | 4. August 2023    | Coliseo de Combates, Pandeportes, Panama City | Juan Rodolfo Juarez  | Sieg/KO 2. Runde            |
| (Quelle: BoxRec)                        |                   |                                               |                      |                             |

## Erfolge (Auswahl)

### Titel als Profi
- 2020: Deutscher Meister des BDB im Supermittelgewicht
- 2021: Weltmeister der WBF im Mittelgewicht
- 2022: WBA Continental Champion im Supermittelgewicht[13]
- 2022: IBO Continental Champion im Supermittelgewicht[11]
- 2023: WBA-Weltmeister im Mittelgewicht[14]

### Ranglisten
(Stand: 11. Oktober 2023, Supermittelgewicht)
- Welt: 61
- Deutschland: 3
- WBA: 6